# Campeonato Mundial de Atletismo Sub-20 de 2018 - Lançamento de disco masculino
A prova do lançamento de disco masculino do Campeonato Mundial de Atletismo Sub-20 de 2018 ocorreu entre os dias 14 e 15 de julho no Estádio de Tampere em Tampere, na Finlândia. 

## Recordes
Antes desta competição, os recordes mundiais e do campeonato nesta prova eram os seguintes:
|     | Nome                  | Nacionalidade | Distância | Local          | Data                   |
| --- | --------------------- | ------------- | --------- | -------------- | ---------------------- |
| WJR | Mykyta Nesterenko     | Ucrânia       | 70.13 m   | Halle          | 24 de maio de 2008     |
| CR  | Margus Hunt           | Estónia       | 67.32 m   | Pequim         | 16 de agosto de 2006   |
| WJL | Mohamed Ibrahim Moaaz | Catar         | 66.47 m   | Cidade do Cabo | 3 de fevereiro de 2018 |

## Medalhistas
| Ouro            | Prata                  | Bronze               |
| Kai Chang (JAM) | Yauheni Bahutski (BLR) | Claudio Romero (CHI) |

## Cronograma
Todos os horários são locais (UTC+2).
| Data        | Hora  | Evento       |
| ----------- | ----- | ------------ |
| 14 de julho | 09:30 | Qualificação |
| 15 de julho | 13:40 | Final        |

## Resultados

### Qualificação
Qualificação: 60,00 m (Q) ou pelo menos melhor 12 qualificado (q) 
| Posição | Grupo | Atleta                | Nacionalidade  | Tentativas | Tentativas | Tentativas | Marca | Notas |
| Posição | Grupo | Atleta                | Nacionalidade  | 1          | 2          | 3          | Marca | Notas |
| ------- | ----- | --------------------- | -------------- | ---------- | ---------- | ---------- | ----- | ----- |
| 1       | B     | Yauheni Bahutski      | Bielorrússia   | 54.80      | 58.19      | 61.72      | 61.72 | Q     |
| 2       | B     | Wang Yuhan            | China          | x          | 60.38      |            | 60.38 | Q,    |
| 3       | B     | Mohamed Ibrahim Moaaz | Catar          | 55.53      | x          | 59.46      | 59.46 | q     |
| 4       | B     | Jakub Forejt          | Chéquia        | 53.90      | 58.72      | x          | 58.72 | q     |
| 5       | A     | Kai Chang             | Jamaica        | 54.96      | x          | 59.27      | 59.27 | q     |
| 6       | A     | Giorgos Koniarakis    | Chipre         | 58.64      | x          | 58.07      | 58.64 | q     |
| 7       | B     | Tim Ader              | Alemanha       | 58.38      | x          | x          | 58.38 | q     |
| 8       | A     | Korbinian Häßler      | Alemanha       | x          | 58.35      | x          | 58.35 | q,    |
| 9       | B     | Emanuel Sousa         | Portugal       | 57.43      | x          | x          | 57.43 | q     |
| 10      | A     | Elijah Mason          | Estados Unidos | 56.86      | x          | 54.61      | 56.86 | q     |
| 11      | A     | Martynas Alekna       | Lituânia       | 56.78      | x          | X          | 56.78 | q     |
| 12      | A     | Claudio Romero        | Chile          | 54.16      | 56.71      | 56.62      | 56.71 | q     |
| 13      | B     | Conor McLaughlin      | Austrália      | 56.57      | x          | x          | 56.57 |       |
| 14      | B     | Gabriel Oladipo       | Estados Unidos | 56.53      | 56.19      | 54.39      | 56.53 |       |
| 15      | A     | Kristjan Čeh          | Eslovénia      | 51.77      | 56.47      | 54.38      | 56.47 |       |
| 16      | A     | Jakub Lewoszewski     | Polónia        | 56.42      | x          | x          | 56.42 |       |
| 17      | B     | Triston Gibbons       | Barbados       | x          | x          | 56.31      | 56.31 |       |
| 18      | B     | Dabirac Pérez         | Cuba           | x          | x          | 56.20      | 56.20 |       |
| 19      | B     | Casper Jørgensen      | Dinamarca      | 52.70      | 56.02      | x          | 56.02 |       |
| 20      | A     | Michal Forejt         | Chéquia        | 55.64      | 55.71      | 55.71      | 55.71 |       |
| 21      | A     | James Tomlinson       | Grã-Bretanha   | 46.61      | 54.95      | 53.53      | 54.95 |       |
| 22      | B     | Víctor Faus           | Espanha        | 52.86      | 54.85      | x          | 54.85 |       |
| 23      | B     | Marawan Medany        | Bahrein        | 54.83      | 54.74      | 52.40      | 54.83 |       |
| 24      | A     | Ignatius Marais       | África do Sul  | 54.56      | x          | x          | 54.56 |       |
| 25      | B     | Mahmoud Mansouri      | Irã            | 49.74      | 54.52      | 54.32      | 54.52 |       |
| 26      | B     | Tom Reux              | França         | 54.12      | x          | x          | 54.12 |       |
| 27      | A     | Kosei Yamashita       | Japão          | 52.35      | 53.72      | x          | 53.72 |       |
| 28      | B     | Shaquille Emanuelson  | Países Baixos  | x          | 50.12      | 53.53      | 53.53 |       |
| 29      | A     | Aarón Solà            | Espanha        | 53.41      | 51.72      | x          | 53.41 |       |
| 30      | B     | Aleks Hristov         | Bulgária       | 52.45      | x          | x          | 52.45 |       |
| 31      | A     | Hossein Rasouli       | Irã            | 51.60      | x          | x          | 51.60 |       |
| 32      | A     | Alexander Kolesnikoff | Austrália      | 48.33      | 48.88      | 50.75      | 50.75 |       |
| 33      | A     | Badri Kimadze         | Geórgia        | 48.26      | X          | 50.31      | 50.31 |       |
| 34      | A     | Eero Ahola            | Finlândia      | x          | 47.74      | x          | 47.74 |       |

### Final
A prova final foi realizada no dia 15 de julho às 13:40. 
| Posição           | Atleta                | Nacionalidade  | Tentativas | Tentativas | Tentativas | Tentativas | Tentativas | Tentativas | Marca | Notas                |
| Posição           | Atleta                | Nacionalidade  | 1          | 2          | 3          | 4          | 5          | 6          | Marca | Notas                |
| ----------------- | --------------------- | -------------- | ---------- | ---------- | ---------- | ---------- | ---------- | ---------- | ----- | -------------------- |
| Medalha de ouro   | Kai Chang             | Jamaica        | 56.96      | 62.36      | 58.26      | x          | x          | x          | 62.36 | Recorde pessoal      |
| Medalha de prata  | Yauheni Bahutski      | Bielorrússia   | 60.17      | 61.31      | 60.76      | 61.75      | x          | x          | 61.75 |                      |
| Medalha de bronze | Claudio Romero        | Chile          | 60.81      | x          | 58.66      | x          | x          | x          | 60.81 | Recorde da temporada |
| 4                 | Tim Ader              | Alemanha       | 57.14      | 58.47      | 60.09      | 58.01      | 58.80      | x          | 60.09 | Recorde pessoal      |
| 5                 | Mohamed Ibrahim Moaaz | Catar          | x          | x          | 59.87      | 59.12      | 58.71      | 59.57      | 59.87 |                      |
| 6                 | Wang Yuhan            | China          | 55.14      | 59.29      | 58.86      | x          | x          | x          | 59.29 |                      |
| 7                 | Giorgos Koniarakis    | Chipre         | 58.04      | 56.92      | x          | x          | 57.89      | x          | 58.04 |                      |
| 8                 | Elijah Mason          | Estados Unidos | x          | 57.96      | x          | x          | x          | 56.77      | 57.96 |                      |
| 9                 | Jakub Forejt          | Chéquia        | 57.95      | 55.88      | 56.72      |            |            |            | 57.95 |                      |
| 10                | Martynas Alekna       | Lituânia       | x          | 57.30      | 56.33      |            |            |            | 57.30 |                      |
| 11                | Korbinian Häßler      | Alemanha       | x          | x          | 55.42      |            |            |            | 55.42 |                      |
| 12                | Emanuel Sousa         | Portugal       | x          | x          | x          |            |            |            | NM    |                      |

Legenda
| Recorde mundial       | Recorde mundial (World record)               |                       | Recorde africano                      | Recorde africano (African) |                                           | Q | Classificado por posição (Qualified) |
| Recorde do campeonato | Recorde do campeonato (Championship record)  | Recorde da América    | Recorde da América (Americas)         | q                          | Classificado por melhor tempo (Qualified) |   |                                      |
| Melhor marca do ano   | Melhor marca do ano (World leading)          | Recorde asiático      | Recorde asiático (Asian)              | DNS                        | Não largou (Did not start)                |   |                                      |
| Recorde nacional      | Recorde nacional (National record)           | Recorde europeu       | Recorde europeu (European)            | DNF                        | Não terminou (Did not finish)             |   |                                      |
| Recorde pessoal       | Recorde pessoal do atleta (Personal best)    | Recorde da Oceania    | Recorde da Oceania (Oceania)          | DSQ / DQ                   | Desclassificado (Disqualified)            |   |                                      |
| Recorde da temporada  | Recorde da temporada do atleta (Season best) | Recorde sul-americano | Recorde sul-americano (South America) | NM                         | Sem marca (No mark)                       |   |                                      |